# Aneta Rygielska

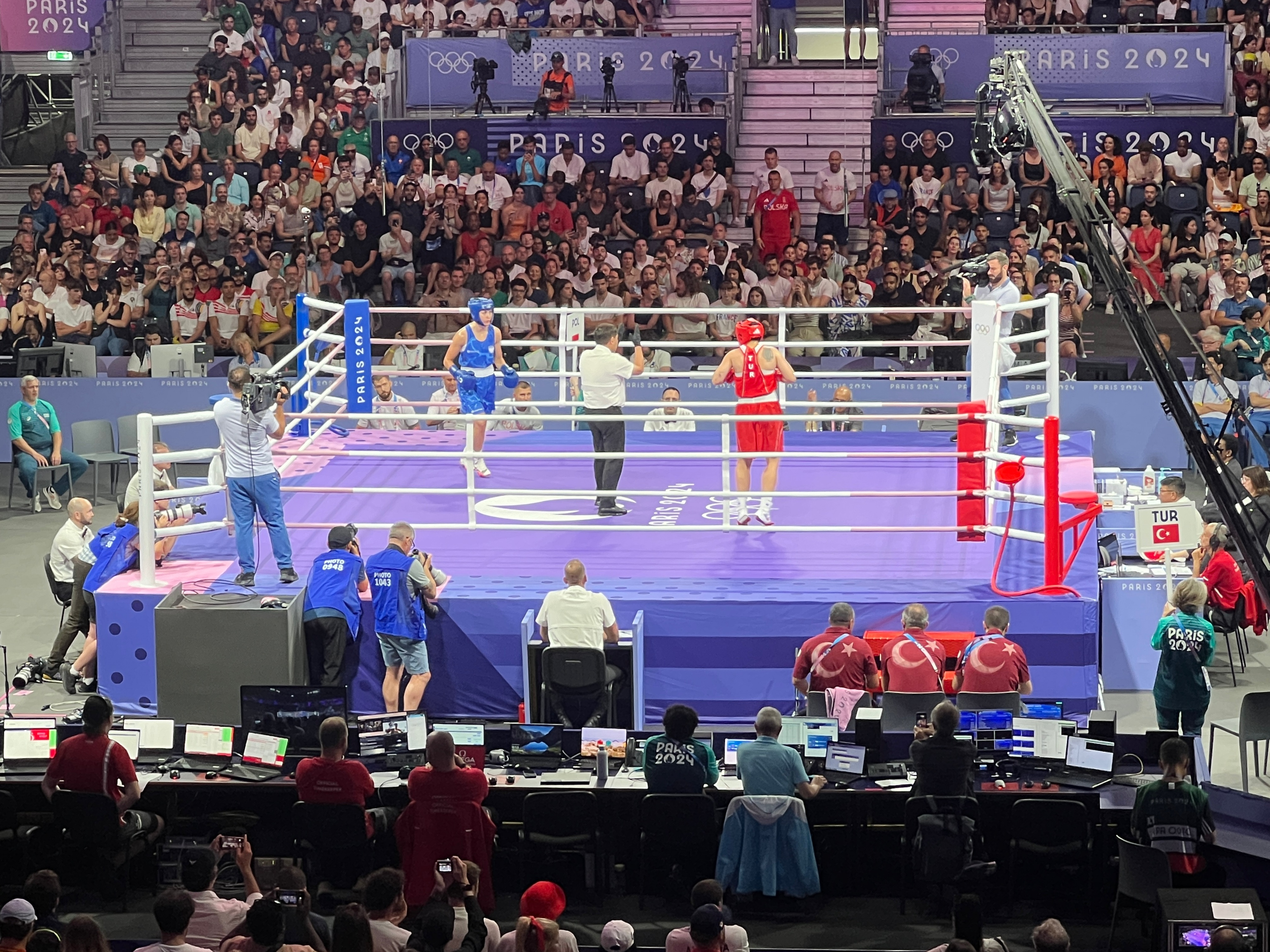
Anna Rygielska podczas pojedynku z Busenaz Sürmeneli na Letnich Igrzyskach Olimpijskich 2024

Aneta Elżbieta Rygielska (ur. 24 sierpnia 1995 w Toruniu) – polska bokserka, olimpijka z Paryża, uzyskała 9. miejsce w rywalizacji, dwukrotna wicemistrzyni Europy 2019 i 2022, 5. miejsce na świecie 2022, ośmiokrotna mistrzyni Polski. 
Za czasów młodzieżowca Mistrzyni Świata (wygrywając 5 walk), brązowa medalistka Mistrzostw Świata, Srebrna i Brązowa medalistka Mistrzostw Europy, Mistrzyni Polski we wszystkich latach Młodzieżowca 2010-2014

## Kariera
Podczas pierwszych igrzysk europejskich w Baku zdobyła brązowy medal w kategorii do 64 kg, przegrywając w półfinale z Włoszką Valentiną Alberti.
W 2019 roku została wicemistrzynią Europy w Alcobendas. W finale została pokonana przez Włoszkę Francescę Amato 2:3. Wcześniej w półfinale wyeliminowała Ukrainkę Mariję Bowę.
W 2024 roku wzięła udział w Letnich Igrzyskach Olimpijskich 2024 w Paryżu, gdzie w rywalizacji kobiet do 66 kg odpadła w 1/8 finału z Busenaz Sürmeneli.

## Wyniki
Wyniki igrzysk olimpijskich, mistrzostw świata, igrzysk europejskich i mistrzostw Europy.
| Rok  | Zawody               | Miejscowość | Kategoria | Runda       | Przeciwnik        | Wynik |
| ---- | -------------------- | ----------- | --------- | ----------- | ----------------- | ----- |
| 2014 | Mistrzostwa świata   | Czedżu      | 57 kg     | 1. runda    | Bye               | Bye   |
| 2014 | Mistrzostwa świata   | Czedżu      | 57 kg     | 2. runda    | Tiara Brown       | P 1:2 |
| 2015 | Igrzyska europejskie | Baku        | 64 kg     | 1. runda    | Simona Sitar      | W 3:0 |
| 2015 | Igrzyska europejskie | Baku        | 64 kg     | Ćwierćfinał | Anaïs Kistler     | W 2:0 |
| 2015 | Igrzyska europejskie | Baku        | 64 kg     | Półfinał    | Valentina Alberti | P 0:3 |
| 2016 | Mistrzostwa świata   | Astana      | 57 kg     | 1. runda    | Bye               | Bye   |
| 2016 | Mistrzostwa świata   | Astana      | 57 kg     | 2. runda    | Satı Burcu        | W 2:1 |
| 2016 | Mistrzostwa świata   | Astana      | 57 kg     | Ćwierćfinał | Sonia Lather      | P 0:3 |
| 2016 | Mistrzostwa Europy   | Sofia       | 60 kg     | 1. runda    | Bye               | Bye   |
| 2016 | Mistrzostwa Europy   | Sofia       | 60 kg     | 2. runda    | Shauna Browne     | P 0:3 |
| 2018 | Mistrzostwa Europy   | Sofia       | 60 kg     | 1. runda    | Bye               | Bye   |
| 2018 | Mistrzostwa Europy   | Sofia       | 60 kg     | 2. runda    | Donjeta Sadiku    | W 5:0 |
| 2018 | Mistrzostwa Europy   | Sofia       | 60 kg     | Ćwierćfinał | Mira Potkonen     | P 0:5 |
| 2019 | Igrzyska europejskie | Mińsk       | 60 kg     | 1. runda    | Agnes Alexiusson  | P 0:5 |
| 2019 | Mistrzostwa Europy   | Alcobendas  | 64 kg     | 1. runda    | Chelsey Heijnen   | W 5:0 |
| 2019 | Mistrzostwa Europy   | Alcobendas  | 64 kg     | Ćwierćfinał | Ani Howsepjan     | W 5:0 |
| 2019 | Mistrzostwa Europy   | Alcobendas  | 64 kg     | Półfinał    | Marija Bowa       | W 3:2 |
| 2019 | Mistrzostwa Europy   | Alcobendas  | 64 kg     | Finał       | Francesca Amato   | P 2:3 |
| 2019 | Mistrzostwa świata   | Ułan Ude    | 60 kg     | 1. runda    | Bye               | Bye   |
| 2019 | Mistrzostwa świata   | Ułan Ude    | 60 kg     | 2. runda    | Ałła Jarszewicz   | W 5:0 |
| 2019 | Mistrzostwa świata   | Ułan Ude    | 60 kg     | 3. runda    | Amy Broadhurst    | P 0:5 |